# Vercourt
Vercourt (picardisch: Vércourt) ist eine nordfranzösische Gemeinde mit 97 Einwohnern (Stand 1. Januar 2022) im Département Somme in der Region Hauts-de-France. Die Gemeinde liegt im Arrondissement Abbeville und ist Teil der Communauté de communes Ponthieu-Marquenterre und des Kantons Rue.

## Geographie
Die im Nordosten rund 4,5 km von Rue gelegene Gemeinde grenzt im Osten an die Autoroute A16 (Autoroute des Estuaires) an und berührt im Westen die tiefgelegenen Moore mit dem Teich Étang du Gard und den Canal des Masures. Das Gemeindegebiet gehört zum Regionalen Naturpark Baie de Somme Picardie Maritime.

## Toponymie und Geschichte
Der Ort, der zunächst den de Belloy gehörte, wird im Jahr 842 als Verculf erwähnt.

## Einwohner
| 1962 | 1968 | 1975 | 1982 | 1990 | 1999 | 2006 | 2011 |
| ---- | ---- | ---- | ---- | ---- | ---- | ---- | ---- |
| 142  | 119  | 108  | 90   | 82   | 85   | 106  | 109  |

## Sehenswürdigkeiten

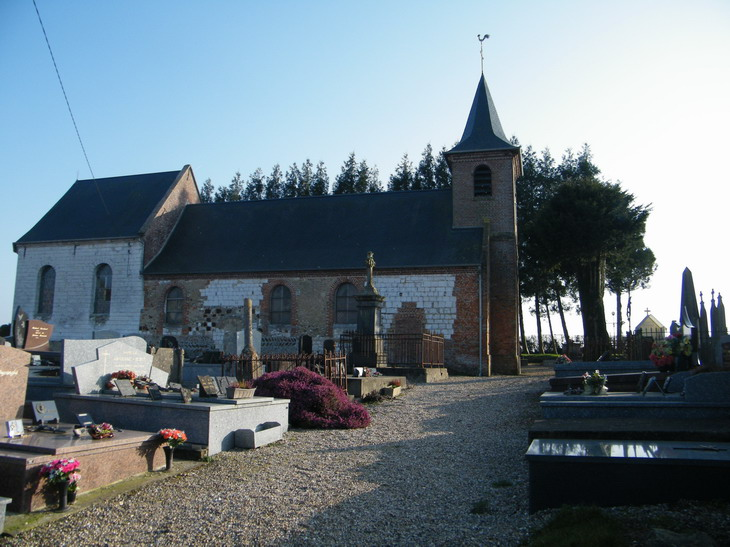
Kirche Saint-Saturnin

- Kirche Saint-Saturnin[1]
- Schloss
- Kriegerdenkmal